# Ferdinando Fuga
Ferdinando Fuga, född 11 november 1699 i Florens, död 7 februari 1782 i Rom, var en italiensk arkitekt verksam under senbarocken.
Fugas mästerverk anses vara fasaden till den fornkristna basilikan Santa Maria Maggiore i Rom (1741–1743).

## Byggnadsverk i urval
- Sant'Apollinare
- Bambin Gesù all'Esquilino
- Santa Cecilia in Trastevere (gatufasaden)
- Gravmonument över monsignor Lazzaro Pallavicini, San Francesco di Paola ai Monti
- Gravmonument över Alessandro Gregorio Capponi, San Giovanni dei Fiorentini (utfört av René-Michel Slodtz)
- Santa Maria dell'Orazione e Morte
- Santa Maria Maggiore (fasaden)
- Gravmonument över kardinal Sebastiano Antonio Tanari, Santa Maria della Vittoria
- Gravmonument över Innocentius XII, Peterskyrkan
- Palazzo Cenci-Bolognetti (fasaden)
- Palazzo della Consulta
- Palazzo Corsini
- Palazzo Maffei (tillbyggnad)
- Palazzetto del Segretario delle Cifre, Palazzo del Quirinale
- ”Coffee House”, Palazzo del Quirinale
- Kvinnofängelse, Ospizio di San Michele
- Villa Falconieri, Frascati (ombyggnad)

## Bilder
| - Sant'Apollinare. - Santa Maria dell'Orazione e Morte. - Gravmonument över Innocentius XII. - Palazzo Cenci-Bolognetti. - Palazzo della Consulta. - Palazzo Corsini. - Palazzo Maffei. |

### Webbkällor
- Cantone, Gaetana (1998). ”FUGA, Ferdinando”. Dizionario Biografico degli Italiani – Volume 50. Treccani. http://www.treccani.it/enciclopedia/ferdinando-fuga_%28Dizionario-Biografico%29/. Läst 7 mars 2016.